# Gobierno provisional
Un gobierno provisional es aquel que asume el poder y las funciones del gobierno anterior en forma interina, ya sea tras un golpe de Estado, juicio político, renuncia o vacancia definitiva del cargo.
Generalmente el gobierno provisorio tiene como función convocar a elecciones generales para decidir quién será el sucesor que asumirá el poder. Si el gobierno provisorio se establece tras un golpe de Estado, también se le puede atribuir la función de llamar a una Asamblea Constituyente para redactar una nueva Constitución, aunque no sucede en todos los casos.

## Lista de gobiernos provisionales

### África
- Gobierno provisional de la República Argelina durante la Guerra de Independencia de Argelia. (1958-1962)
- Gobierno de transición de Etiopía, establecido tras la Guerra civil etíope. (1991-1995)
- Gobierno de transición de la República Democrática del Congo tras el fin de la Segunda guerra del Congo. (2003-2006)
- Consejo Nacional de Transición, formado durante la Guerra de Libia de 2011 en contra del gobierno de Muamar el Gadafi. (2011-2012)
- Gobierno interino de Egipto, tras el Golpe de Estado en Egipto de 2013. (2013-2014)
- Gobierno de Acuerdo Nacional, formado en 2015 durante la Segunda guerra civil libia. (2015-2021)
- Consejo Soberano de Sudán, establecido en agosto de 2019 después de 8 meses de protestas contra el presidente Omar al-Bashir y un posterior golpe militar. (2019-2021)
- Consejo Militar de Transición, formado en abril de 2021 después de la muerte del presidente Idriss Déby durante la ofensiva en el norte de Chad. (2021-presente)
- Movimiento Patriótico para la Salvaguardia y Restauración, formado el 24 de enero de 2022, el grupo asumió el poder después de un golpe de estado en enero. El líder Paul-Henri Sandaogo Damiba sufrió un golpe de Estado. Después de eso, Ibrahim Traroé tomó el poder como líder del grupo y presidente interino de Burkina Faso. (2022-presente)

### América
- Gobierno provisional de México, establecido tras la disolución del primer Imperio mexicano. (1823-1824)

- Gobierno provisional de Viamonte de 1829.
- Gobierno Provisional de Atacama, establecido tras la Revolución de 1859 (1859)
- Gobierno Popular Revolucionario, La constitución del país fue suspendida tras el derrocamiento del gobierno en marzo de 1979. (1979-1983)

- Gobierno provisional en Argentina, se formó tras la Crisis Argentina de 2001. (2001-2003)
- Gobierno de Valentín Paniagua. (2000-2001)
- Gobierno de Transición de Venezuela, fue establecido en enero de 2019 por la Asamblea Nacional liderada por Juan Guaidó, actualmente en disputa con el gobierno en funciones de la República Bolivariana de Venezuela dirigido por Nicolás Maduro. El gobierno de transición es apoyado y reconocido por Estados Unidos, la Unión Europea, el Grupo de Lima y muchos otros países occidentales. (2019-2023)
- Gobierno de transición de Jeanine Áñez, formado tras la renuncia de Evo Morales en medio de la crisis política de 2019. (2019-2020)
- Gobierno de transición y de emergencia, se formó tras la renuncia de Merino a causa de las protestas en su contra. (2020-2021)

### Asia
- Gobierno provisional de la República de Corea de 1918.

- Gobierno provisional de la República de China de 1937 a 1940.
- Gobierno provisional para una India libre establecido por las tropas de ocupación japonesa durante la Segunda Guerra Mundial. (1943-1945)
- Gobierno Interino de la India, formado por la recién creada Asamblea Constituyente de la India para administrar lo que se convertiría en el Dominio de la India y el Dominio de Pakistán en el período de transición entre el dominio británico y la independencia. (1946-1947)
- Gobierno provisional de Israel, establecido después de la declaración de independencia de Israel. (1948-1949)
- República de Vietnam del Sur establecido durante la guerra de Vietnam contra los Estados Unidos y Vietnam del Sur. (1969-1976)
- Gobierno Provisional de Bangladesh, establecido después de la declaración de libertad de los bengalíes exiliados a Calcuta. (1971-1972)
- Gobierno interino de Irán, fue un gobierno provisional establecido después de la Revolución iraní. (1979)
- Consejo Nacional de Resistencia de Irán, fue formada en 1981 por los Muyahidines del Pueblo de Irán con sede en París y más tarde Albania. Sirve como el principal gobierno iraní en el exilio que se opone al gobierno clerical. (1981)
- Gobierno Provisional de Filipinas, fue establecido después de la Revolución del Poder Popular hasta que la nueva constitución ratificada. (1986-1987)
- Comité Ejecutivo de la Organización para la Liberación de Palestina, se formó después de que se le confiaran los poderes y responsabilidades del Gobierno Provisional del Estado de Palestina. (1988-presente)
- Autoridad Provisional de las Naciones Unidas en Camboya (1992-1993)
- Autoridad Nacional Palestina, establecida  para gobernar partes de Cisjordania y la Franja de Gaza, siguiendo los Acuerdos de Oslo. (1994-2013)

- Gobierno Provisional de Unión Nacional y Salvación Nacional de Camboya (1994-1998)
- Administración Provisional Afgana, formado tras la Invasión estadounidense de Afganistán. (2001-2002)
- Estado Islámico Transicional de Afganistán, establecida por la loya jirga desarrollada en junio de 2002 y tras la invasión de Afganistán por Estados Unidos y sus aliados y tras el Acuerdo de Bonn. (2002-2004)
- Autoridad Provisional de la Coalición, establecido para actuar como una administración provisional en Irak después de la invasión de Irak en 2003 en espera de la entrega del poder al pueblo iraquí y la creación de un gobierno civil elegido democráticamente. (2003-2004)
- Gobierno provisional en Tailandia, establecido tras el Golpe de Estado en Tailandia de 2006. (2006-2007)
- Gobierno interino de Siria, establecido por la Coalición Nacional Siria durante la Guerra Civil Siria. (2013-2025)
- Consejo Político Supremo, establecido por los Hutíes después del golpe de estado yemení de 2014-15, que actualmente participa en la guerra civil yemení  contra los gobiernos de Abd Rabbuh Mansur Hadi y el Consejo de Liderazgo Presidencial. (2015-presente).
- Consejo de Transición del Sur, establecido por el Movimiento del Sur, un grupo separatista en el sur de Yemen, durante la guerra civil yemení. (2016-presente)
- Gobierno de Salvación Nacional de Siria, establecido por Hayat Tahrir al-Sham en la gobernación de Idlib. (2017-2024)
- Gobierno interino de Kirguistán, establecido luego de la renuncia de Sooronbay Jeenbekov a causas de las protestas en Kirguistán de 2020. (2020-2021)
- Gobierno de Unidad Nacional de Birmania, establecido en el exilio por el Comité que representa a Pyidaungsu Hluttaw en oposición al golpe de Estado de Birmania de 2021. (2021-presente).
- Consejo Administrativo del Estado de Birmania establecido luego del Golpe de Estado en Birmania de 2021. (2021-presente).
- Consejo de Liderazgo Presidencial, establecido por el presidente saliente reconocido internacionalmente Abdrabbuh Mansur Hadi para buscar una "solución política integral" a la Guerra Civil en Yemen. (2022-presente).

### Europa
- Gobierno Provisional de España que se formó tras la caída de la Monarquía de Isabel II e inició el Sexenio Democrático. (1868-1871)
- Gobierno provisional albanés, establecido después de la Primera Guerra de los Balcanes. (1912-1914)
- Gobierno provisional de Defensa Nacional (1916)
- Gobierno Provisional Ruso, se formó tras la caída del zarismo y la proclamación de la república. (1917)
- Gobierno provisional ucraniano (1918)
- Gobierno provisional de la República de Estonia (1918)
- Gobierno Provisional de la Región Septentrional (1918-1920)
- Comité Revolucionario Polaco Provisional (1920)
- Gobierno provisional del sur de Irlanda, se formó tras la independencia de Irlanda. (1922)

- Gobierno Provisional de la Segunda República Española de 1931.
- Gobierno Provisional del País Vasco (1936-1979)
- Gobierno Provisional de Lituania, establecido cuando los lituanos derrocaron la ocupación soviética durante el Levantamiento de Junio. Funcionó brevemente hasta que la Alemania nazi anexó el país. (1941)
- Gobierno de Unidad Nacional  (1944-1945)
- Gobierno provisional de la República francesa, gobierno de la República Provisional hasta el establecimiento de la Cuarta República. (1944-1946)
- Gobierno Democrático de Albania (1944-1946)
- Gobierno provisional de la Yugoslavia Federal Democrática, tras la Segunda Guerra Mundial. (1945)
- Gobierno provisional Renner, tras la Segunda Guerra Mundial. (1945)
- Gobierno de Flensburgo, establecido tras los suicidios de Adolf Hitler y Joseph Goebbels durante los últimos días del Tercer Reich. (1945)
- Gobierno de Entendimiento Nacional, establecido tras la revolución de Terciopelo en 1989. (1989-1990)
- Frente de Salvación Nacional, establecido en Rumania después de la caída de Nicolae Ceaușescu y el fin de la República Socialista de Rumania en 1989. (1989-1990)
- Comité Estatal para el Estado de Emergencia, establecido en la Unión Soviética después del intento de golpe de 1991. (1991)
- Gobierno Interino de Ucrania, establecido tras la huida del presidente Víktor Yanukóvich a causa de las protestas del Euromaidán. (2014)
- Consejo de Coordinación de Bielorrusia, establecido después de las elecciones presidenciales bielorrusas de 2020 y durante las protestas posteriores. El gobierno de transición es apoyado y reconocido por Lituania. (2020-presente).

#### Oceania
- Gobierno provisional de Hawái de 1893 antes de convertirse en república.

- Datos: Q59281
- Multimedia: Provisional governments / Q59281